# Jorge López Montaña
Jorge López Montaña (* 19. September 1978 in Logroño) ist ein spanischer Fußballspieler. Seine angestammte Position ist das Mittelfeld.

## Laufbahn
Jorge López begann seine Fußballerlaufbahn in der Jugend von CD Logroñés. Die problematische wirtschaftliche Situation des Klubs führte dazu, dass er im Sommer 1999 zum FC Villarreal wechselte. Mit diesen schaffte er in der ersten Saison den Aufstieg in die Primera División und entwickelte sich im zentralen Mittelfeld zu einem der besten Spieler des Klubs. Im Sommer 2003 wechselte er schließlich zum FC Valencia, und obwohl er hier auf der für ihn ungewohnten rechten Bande spielte, konnte er erneut überzeugen und gewann mit seiner Mannschaft die Meisterschaft und den UEFA-Pokal.
Der Abgang von Rafael Benítez und die Ankunft von Claudio Ranieri, der Jorge López ausmusterte, führten ihn leihweise zu RCD Mallorca. Mit diesen spielte er eine gute Saison, verletzte sich aber am Ende schwer und kehrte im Sommer 2005 zu Valencia zurück. Nach langer Rehabilitation schaffte er es schließlich im Frühling 2006 langsam ins Team zurück.
Dennoch folgte im Sommer 2007 der Wechsel zum Ligarivalen Racing Santander, wo er sich wenig später einen Stammplatz erkämpfen konnte. Ein Jahr später zog er zu Real Saragossa weiter, das gerade in die Segunda División abgestiegen war. Ein Jahr später gelang die Rückkehr ins Oberhaus.
Im Sommer 2011 gab der Verein bekannt, dass der auslaufende Vertrag von Montaña nicht verlängert wird.

## Erfolge
- UEFA-Pokal: 2003/04 mit dem FC Valencia
- Spanische Meisterschaft: 2003/04 mit dem FC Valencia